# Dycladia lucetius
Dycladia lucetius är en fjärilsart som beskrevs av Pieter Cramer 1782. Dycladia lucetius ingår i släktet Dycladia och familjen björnspinnare. Inga underarter finns listade i Catalogue of Life.